# Дусетос
Дусетос (лит. Dusetos) — місто Литви, Зарасайського району Утенського повіту.

## Географія
Розташоване на березі озера Сартай за 30 км від районного центру Зарасай та 134 км від Вільнюса.

## Історія
Вперше згадується 1520 року.
Після поділу Речі Посполитої увійшло до складу Російської імперії.
Станом на 1886 у містечку Дусяти, центрі Дусяцької волості Новоолександрівського повіту Ковенської губернії, мешкало 244 особи, 20 дворів, існували костел, синагога, школа, 23 лавок, пивоваренний завод, 3 постоялих двори, відбувались базари щосереди.
Під час Першої світової війни було окуповано німецькою армією.
До 1917 року мало назву Дусяти.
З 1918 по 1940 — у складі Литви.
З 1940 по 1991 — Литовської РСР, СРСР.
Статус міста отримало 1950 року.
З 1991 року — в складі Литви. З 1995 — центр місцевого самоврядування. 1999 отримало власний герб.

## Населення

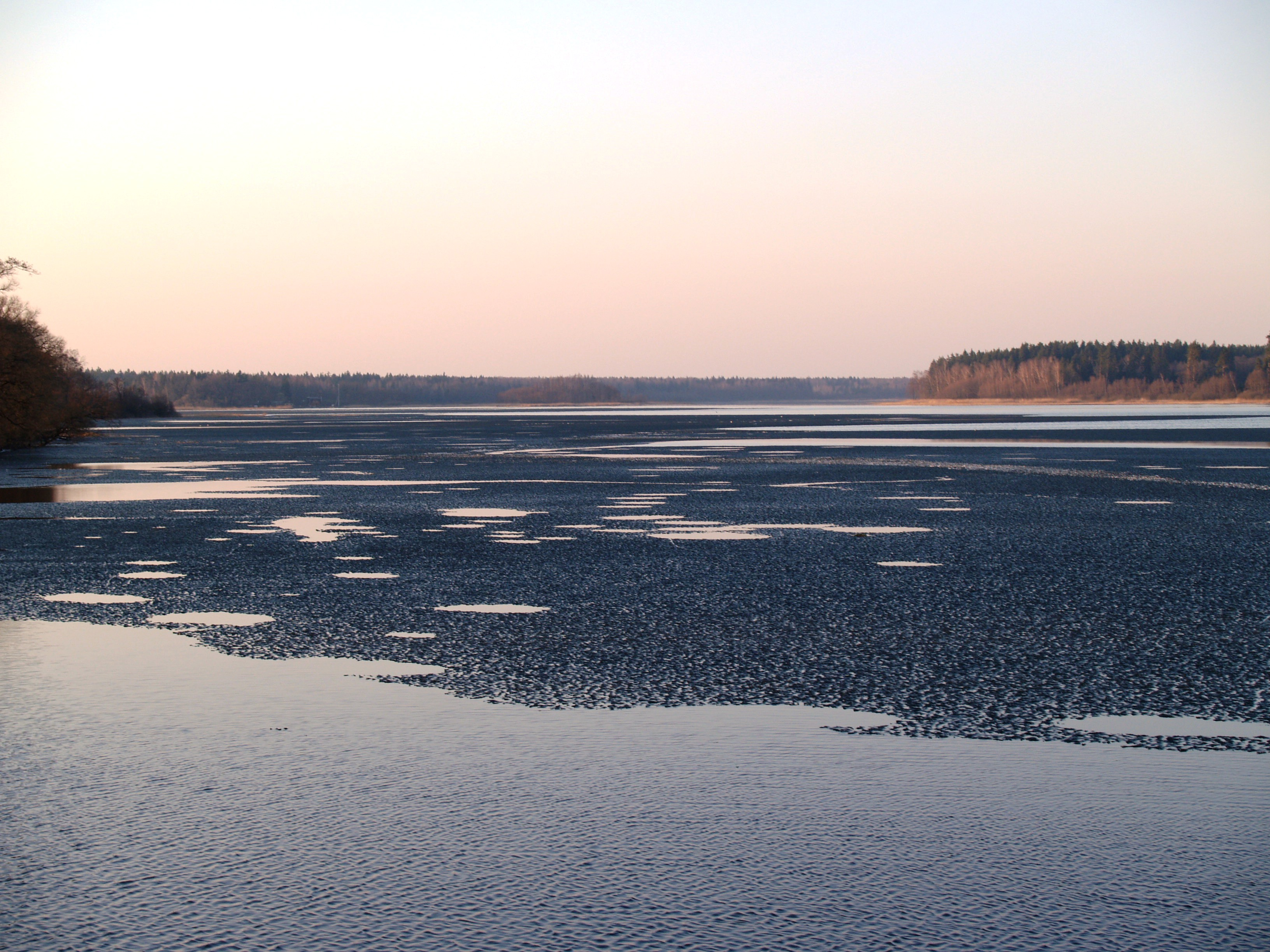
Озеро Сартай

| Динаміка населення з 1811 по 2013 |          |          |          |          |          |      |
| 1811                              | 1865     | 1897пер. | 1923пер. | 1959пер. | 1970пер. | 1974 |
| 907                               | 450      | 1278     | 1164     | 1806     | 1600     | 1500 |
| 1976                              | 1979пер. | 1989пер. | 2001пер. | 2007     | 2011пер. | 2013 |
| 1500                              | 1357     | 1184     | 914      | 791      | 717      | 675  |
| Гістограма динаміки населення     |          |          |          |          |          |      |

## Економіка
В місті розташовано конезавод.

## Пам'ятки
- Костел Пресвятої Тройці (Švč. Trejybės bažnyčia; 1888)
- Парк скульптур (2008)